# Gustavo Figueroa
Gustavo Omar Figueroa Cáceres, ou simplement Gustavo Figueroa, né le 30 août 1978 à Santa Ana en Californie aux États-Unis, est un footballeur international équatorien au poste d'attaquant.
Il compte 5 sélections en équipe nationale entre 2000 et 2006. Il joue actuellement pour le club équatorien du SD Aucas.

## Biographie

### Équipe nationale
Gustavo Figueroa est convoqué pour la première fois en 2000. 
Il fait partie de l'équipe équatorienne à la Copa América 2004 au Pérou, où il a joué une seule rencontre. 
Il compte cinq sélections et zéro but avec l'équipe d'Équateur entre 2000 et 2006.

## Palmarès
- Avec le LDU Quito :
  - Champion d'Équateur en 1998 et 1999

- Avec El Nacional :
  - Champion d'Équateur en 2006

## Statistiques

### Statistiques en club
Le tableau ci-dessous résume les statistiques en match officiel de Gustavo Figueroa durant sa carrière de joueur professionnel.
| Saison                | Club                  | Championnat           | Championnat | Championnat | Coupe(s) nationale(s) | Coupe(s) nationale(s) | Compétition(s) continentale(s) | Compétition(s) continentale(s) | Compétition(s) continentale(s) | Équateur | Équateur | Total | Total |
| Saison                | Club                  | Division              | M.          | B.          | M.                    | B.                    | Comp.                          | M.                             | B.                             | M.       | B.       | M.    | B.    |
| 1998                  | LDU Quito             | Serie A               | 5           | 0           | -                     | -                     | -                              | -                              | -                              | -        | -        | 5     | 0     |
| 1999                  | LDU Quito             | Serie A               | 7           | 0           | -                     | -                     | -                              | -                              | -                              | -        | -        | 7     | 0     |
| 2000                  | Aucas                 | Serie A               | 44          | 9           | -                     | -                     | -                              | -                              | -                              | 2        | 0        | 46    | 9     |
| 2001                  | LDU Quito             | Serie B               | 17          | 0           | -                     | -                     | -                              | -                              | -                              | -        | -        | 17    | 0     |
| 2001                  | El Nacional           | Serie A               | 15          | 3           | -                     | -                     | -                              | -                              | -                              | -        | -        | 15    | 3     |
| 2002                  | El Nacional           | Serie A               | 17          | 1           | -                     | -                     | CL                             | 1                              | 0                              | -        | -        | 18    | 1     |
| 2003                  | Aucas                 | Serie A               | 32          | 13          | -                     | -                     | -                              | -                              | -                              | -        | -        | 32    | 13    |
| 2004                  | Aucas                 | Serie A               | 44          | 19          | -                     | -                     | CS                             | 2                              | 0                              | 2        | 0        | 48    | 19    |
| 2005                  | Sporting Cristal      | T. Descentralizado    | 15          | 3           | -                     | -                     | CL                             | 5                              | 0                              | -        | -        | 20    | 3     |
| 2005                  | Emelec                | Serie A               | 15          | 2           | -                     | -                     | -                              | -                              | -                              | -        | -        | 15    | 2     |
| 2006                  | El Nacional           | Serie A               | 20          | 4           | -                     | -                     | CL+CS                          | 2+1                            | 0                              | 1        | 0        | 24    | 4     |
| 2007                  | El Nacional           | Serie A               | 5           | 0           | -                     | -                     | CL                             | 2                              | 0                              | -        | -        | 7     | 0     |
| 2007                  | Aucas                 | Serie B               | 25          | 6           | -                     | -                     | -                              | -                              | -                              | -        | -        | 25    | 6     |
| 2008                  | Deportivo Cuenca      | Serie A               | 29          | 2           | -                     | -                     | CL                             | 1                              | 0                              | -        | -        | 30    | 2     |
| 2009                  | Macará                | Serie A               | 24          | 2           | -                     | -                     | -                              | -                              | -                              | -        | -        | 24    | 2     |
| 2010                  | Deportivo Azogues     | Serie A               | 11          | 1           | -                     | -                     | -                              | -                              | -                              | -        | -        | 11    | 1     |
| 2013                  | Aucas                 | Serie B               | 43          | 13          | -                     | -                     | -                              | -                              | -                              | -        | -        | 43    | 13    |
| 2014                  | Aucas                 | Serie B               | -           | -           | -                     | -                     | -                              | -                              | -                              | -        | -        | 0     | 0     |
| Total sur la carrière | Total sur la carrière | Total sur la carrière | 368         | 78          | -                     | -                     | -                              | 14                             | 0                              | 5        | 0        | 387   | 78    |